# خوان ایتوربه
خوان مانوئل ایتوربه آروالوس (اسپانیایی: Juan Manuel Iturbe Arévalos‎؛ زادهٔ ۴ ژوئن ۱۹۹۳) بازیکن فوتبال اهل آرژانتین است که با قراردادی یکساله به سرو پورتنیو پاراگوئه پیوست.

## دوران ملی
اون بیشتر زندگی اش را در پاراگوئه گذرانده‌است، به همین دلیل بازیهای ملی‌اش را در تیم‌های پایه پاراگوئه آغاز کرد. او در اکتبر ۲۰۰۹ توسط خراردو مارتینو برای نخستین بار در سن ۱۶ سالگی به تیم ملی فوتبال پاراگوئه برای انجام بازی دوستانه برابر شیلی دعوت شد. سر انجام در روز ۴ نوامبر ۲۰۰۴ برای نخستین بار به عنوان به عنوان یار تعویضی برای پاراگوئه به میدان رفت.
از آن جایی که برای پاراگوئه در یک بازی رقابتی بازی نکرده بود، از نظر قوانین مختار بود که در صورت علاقه، برای کشور دیگری بازی کند. او نهایتاً با مدیران فوتبال پاراگوئه به اختلاف خورد و ملیت آرژانتینی را برای بازی ملی انتخاب کرد.
با این حال در اوایل سال ۲۰۱۶، وی بار دیگر علاقه‌مندی‌اش را به بازی برای پاراگوئه نشان داد. در ۸ مارس ۲۰۱۶، او بار دیگر به تیم ملی فوتبال پاراگوئه برای بازی در مرحله مقدماتی جام جهانی فوتبال ۲۰۱۸ برابر اکوادور و برزیل دعوت شد. او نخستین بازی رقابتی‌اش برای پاراگوئه را در ۲۹ مارس برابر برزیل انجام داد. نام وی کمی پس از آن در ترکیب پاراگوئه برای شرکت در کوپا آمریکای قرن قرار گرفت.